# St. Antonius (Wiemeringhausen)

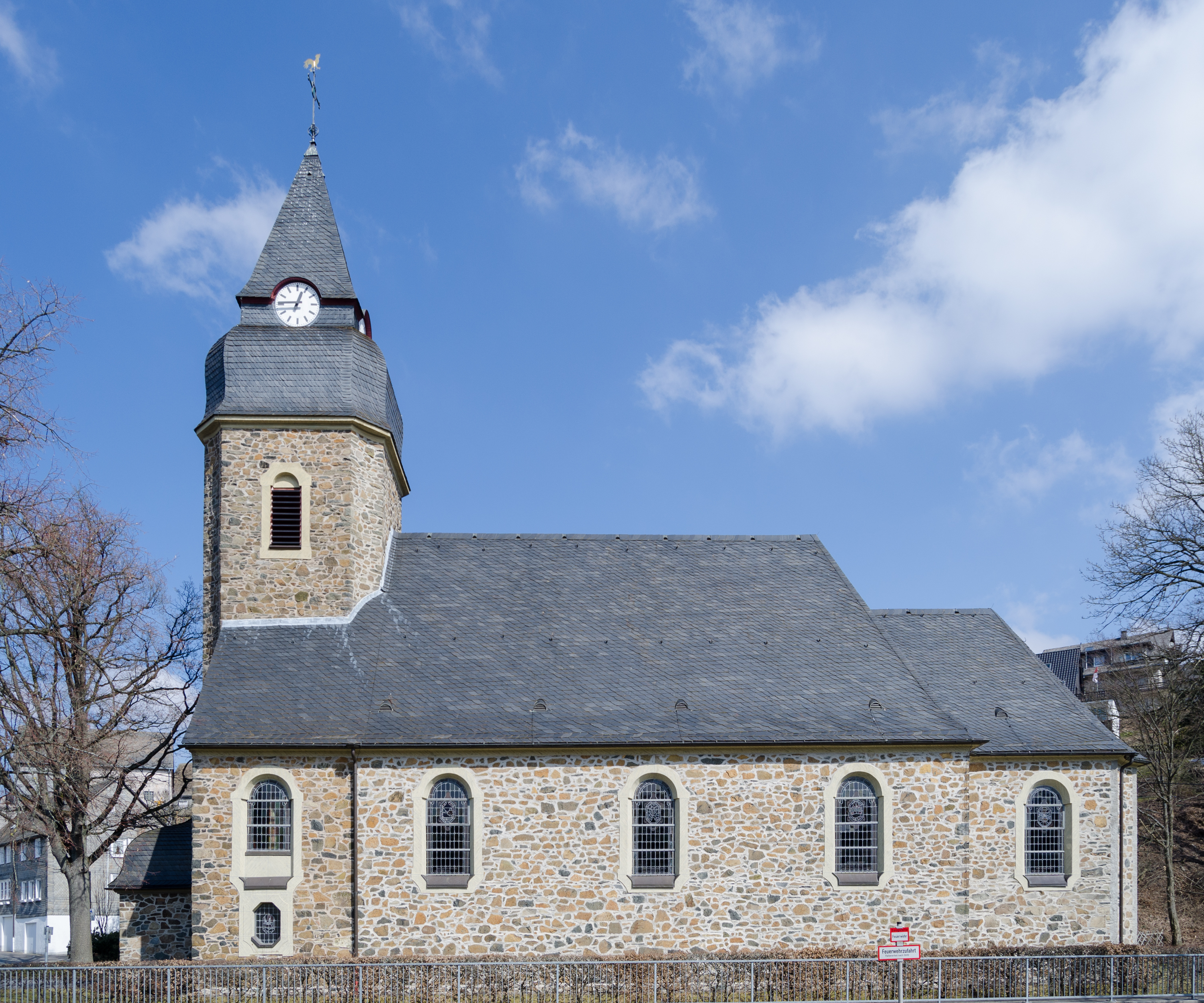
Südseite der Kirche (2013)

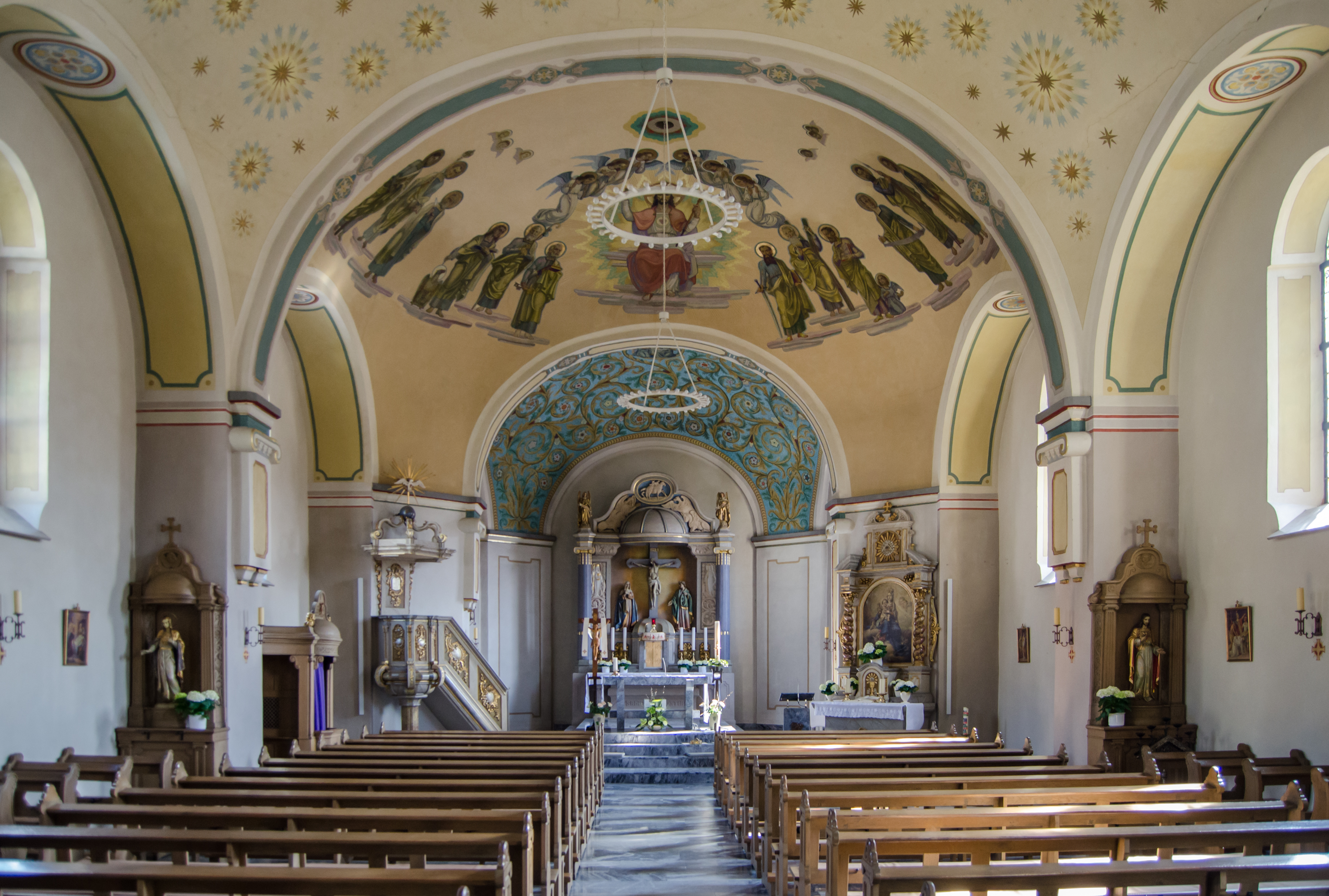
Innenansicht mit Chor

Die katholische Filialkirche St. Antonius ist ein Kirchengebäude in Wiemeringhausen, einem Ortsteil der Stadt Olsberg im Hochsauerlandkreis (Nordrhein-Westfalen).

## Geschichte und Architektur
Eine Vorgängerkapelle wurde schon am Ende des 16. Jahrhunderts erwähnt. Die letzte stand 1770 auf dem Schulplatz dicht an der Straße. Von dieser Kapelle hängt ein Ölgemälde im Format 31 × 45 cm in der Schule, auf dem der schlichte Rechteckbau mit Dachreiter über dem Westgiebel  dargestellt ist. Die heutige, dem St. Antonius Einsiedler geweihte Kirche wurde 1922 erbaut, sie liegt direkt an der Ruhr.

## Ausstattung
- Eine 90 cm hohe Steinfigur des Kirchenpatrons St. Antonius Abbas, stand vorher in einer Nische der Vorgängerkirche. In der geschweiften Vorderfläche auf dem Sockel steht: ANO 1787
- Beim Bau des neuen Altares aus dem 20. Jahrhundert wurden Reststücke des Altares vom 17. Jahrhundert verwendet
- Das Relief in der Türfüllung des Beichtstuhles ist 27 × 44 cm groß. Es zeigt die Ankunft der Norbertinermönche auf dem Wildenstein.
- Die Kanzel wurde mit Resten aus dem 18. Jahrhundert erneuert. Sie stand ursprünglich in der alten Kirche in Siedlinghausen.
- Eine vergoldete Monstranz aus Kupfer wurde um 1800 hergestellt. Sie ist 91 cm hoch, der ovale Fuß misst 18 × 22 cm. Der um die ovale Lunulakapsel angebrachte doppelte Strahlenkranz ist mit Ähren und Blattwerk belegt. Auf der Spitze steht ein mit Steinen besetztes Kreuz.[2]

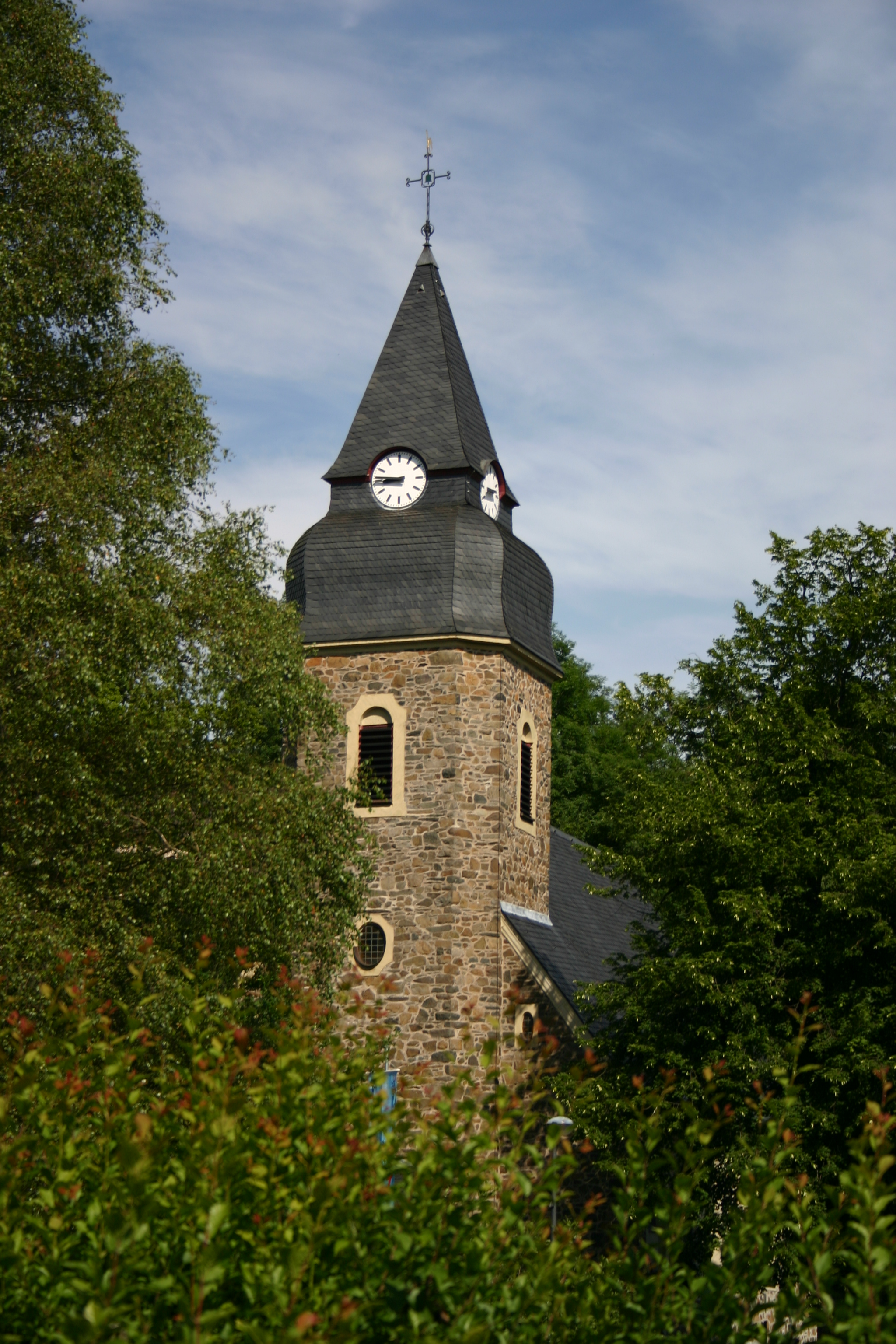
Kirchturm von Westen
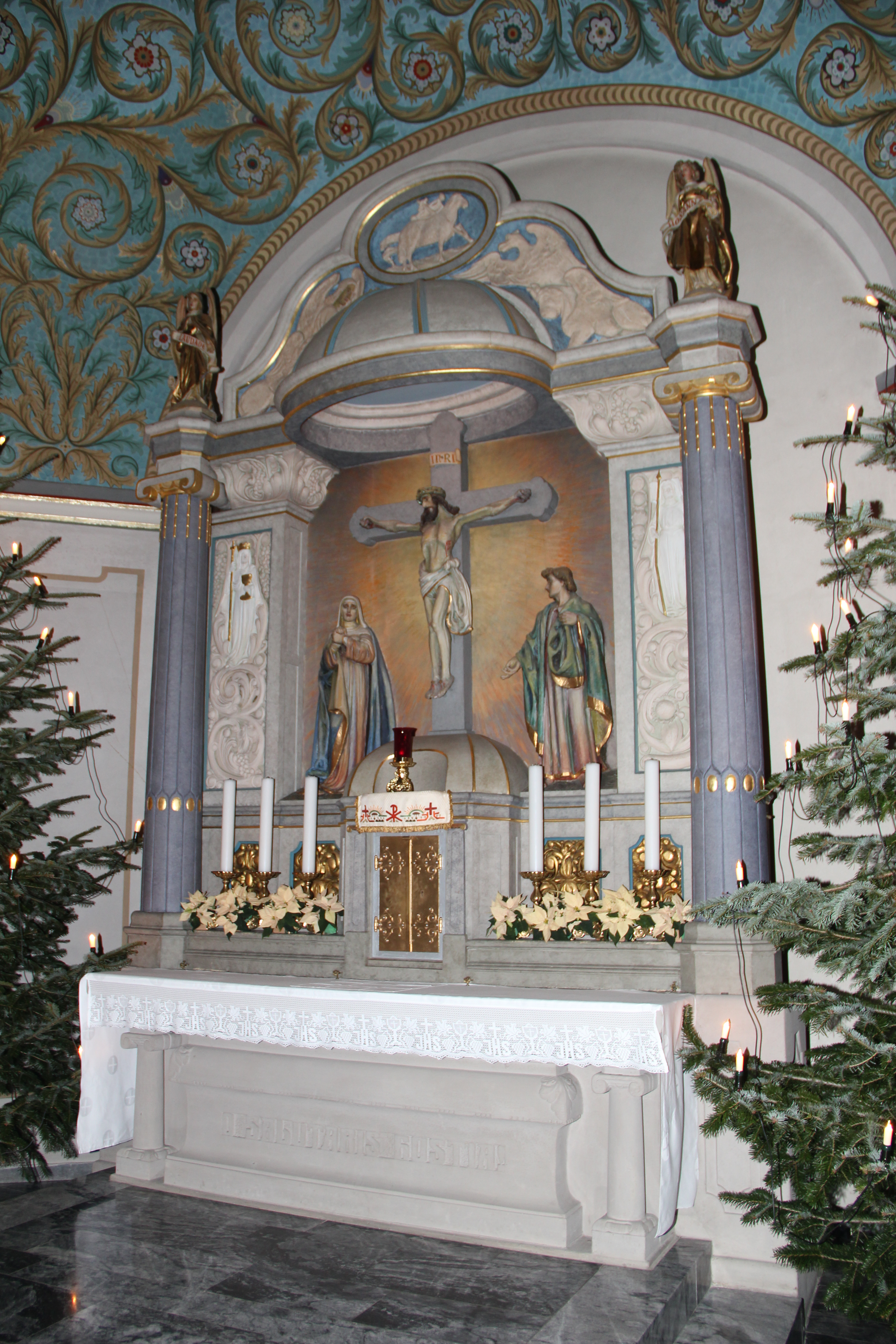
Hochaltar
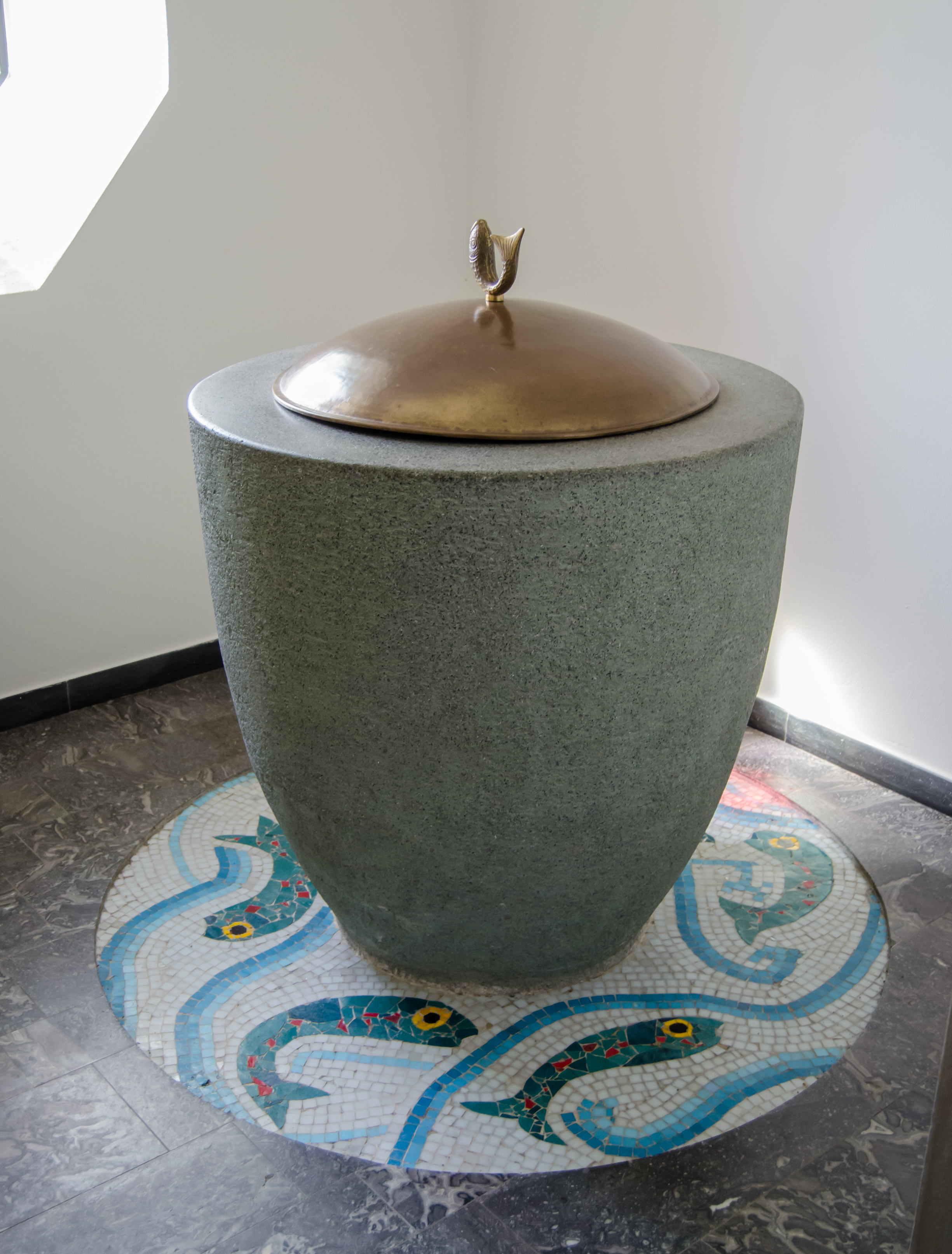
Taufbecken
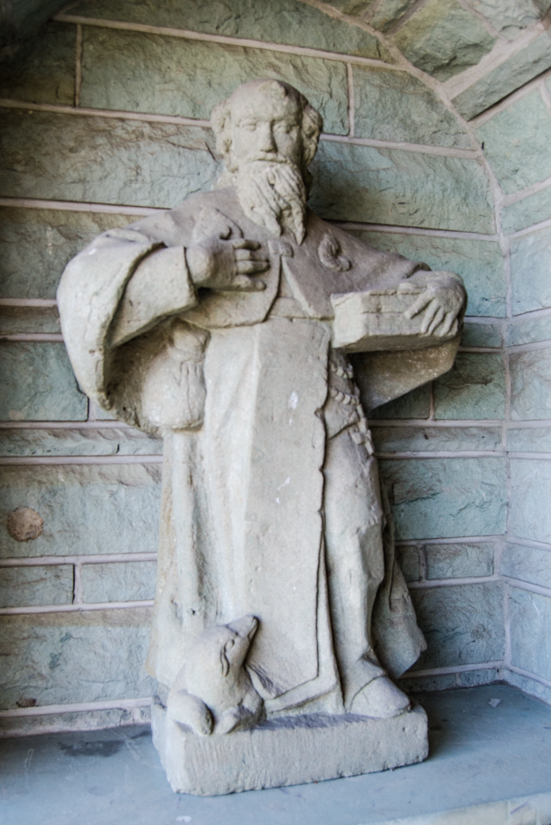
Statue St. Antonius Abbas (1787)